# Vrouw met zwarte hoed (Vallotton)
Vrouw met zwarte hoed (Frans: Femme en chapeau noir) is een schilderij van de Franse kunstschilder Félix Vallotton uit 1908. Het toont een keurige bourgeois dame, klassiek uitgewerkt, in een erotiserende pose. Het werk bevindt zich in de collectie van de Hermitage te Sint-Petersburg.

## Context
Vallotton was omkomstig uit een conservatieve, calvinistische bourgois-omgeving, waarvan de zedige gestrengheid altijd herkenbaar zou blijven in zijn karakter en volgens sommigen zelfs in zijn uiterlijk. Niettemin schemerde in zijn werken altijd een merkwaardig soort gevoel voor erotiek door. Zijn werken hebben vaak iets dubbels, waarin degelijkheid en gêne samengaan met een latente of soms ook heel aperte sensualiteit, menigmaal zozeer dat er sprake lijkt van een parodie. Vrouw met zwarte hoed is hiervan een typerend voorbeeld. Volgens zijn biografe Annette Vaillant lag de mogelijkheid om deze tegenstrijdige gevoelens te combineren zelfs ten grondslag lag aan zijn keuze om kunstschilder te worden.

## Afbeelding
Vrouw met zwarte hoed is geschilderd in een stijl die in eerste instantie doet denken aan de gestileerde academische portretteerkunst, zoals die in de negentiende eeuw erg populair was en de toon aangaf, bijvoorbeeld op de Parijse salon. Het kleurenpalet is beperkt en sober, de uitwerking is realistisch, in de basis koel en afstandelijk. De kleding is eenvoudig, stijlvol, waarbij de brede hoed met accentuerende bloem, de fijne sjaal en het gouden collier een onmiskenbare weelde uitstralen.

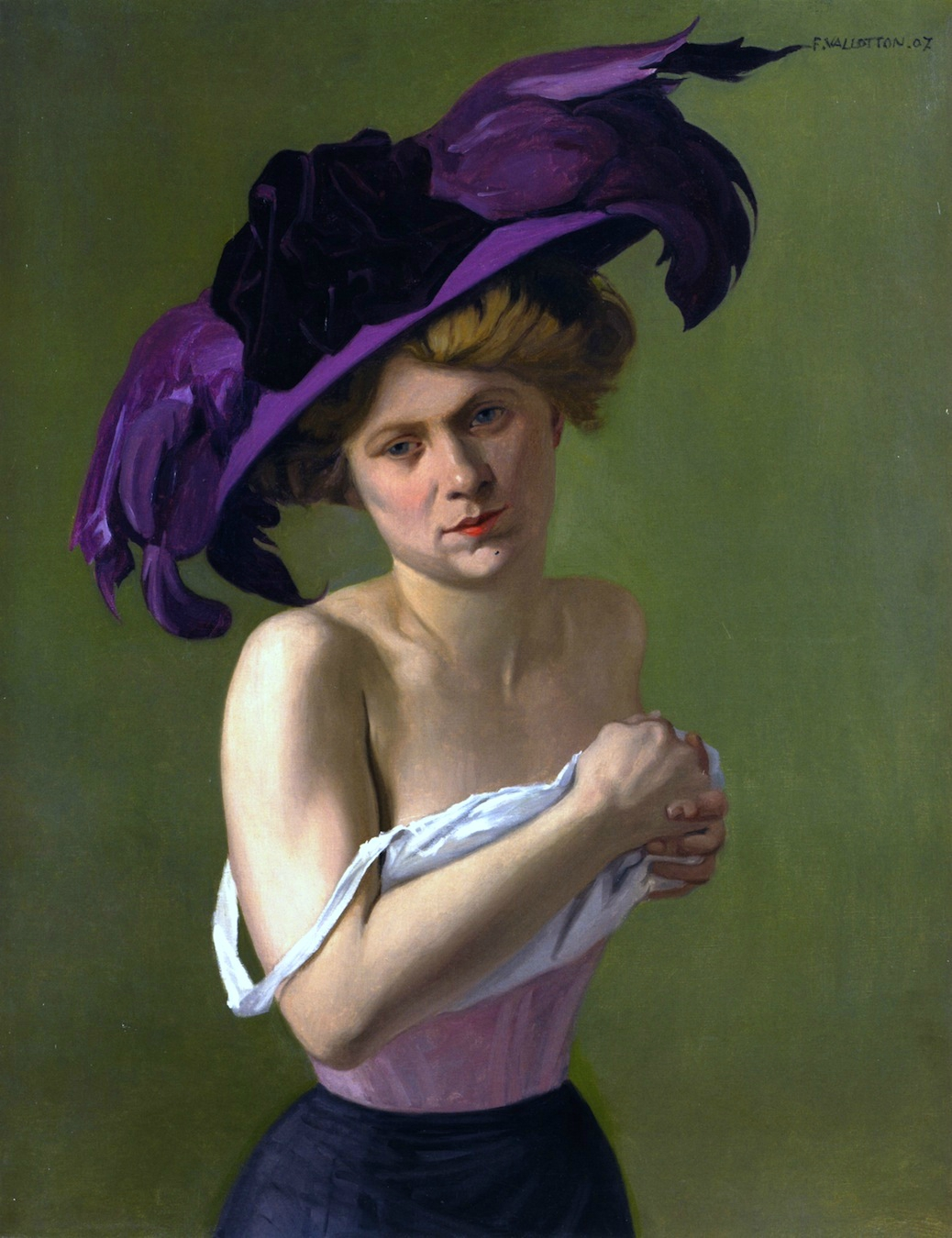
Vrouw met paarse hoed, 1907.

Vallotton treedt echter uit de koele gereserveerdheid die de klassieke portretteerkunst doorgaans kenmerkte. Hij laat zijn gedistingeerd geklede model een erotiserende, bijna vormvreemde pose aannemen, die bij dit type werken niet wordt verwacht. Haar linkerborst valt welbewust geheel bloot, haar pose en gezichtsuitdrukking, met de sluiks gesloten ogen, hebben een evidente sensualiteit. Dit alles geeft het werk een intimiteit, zodanig dat de kijker het idee heeft dat het tafereel eigenlijk niet voor zijn ogen bestemd is, maar bijvoorbeeld binnen de vertrouwelijkheid van een huwelijk thuishoort. Tegelijkertijd blijft het koele en afstandelijke. Dat dubbele en onverenigbare geeft het werk iets angstaanjagends: er gebeurt iets wat niet mag. Het is een ambiguïteit die typerend is voor Vallottons oeuvre. Het biedt inzicht in de diepere, onuitgesproken verlangens en angsten van de toenmalige bourgeoisie en past als zodanig perfect in de tijd van rond 1900, met de opkomende psychoanalyse.

## Model
Vallotton schilderde korte tijd eerder overigens al een vergelijkbaar portret, Vrouw met paarse hoed, thans in Villa Flora te Winterthur, waarbij het model zich net lijkt te gaan ontkleden, met een vrij uitdrukkingsloos gezicht. Hoewel niet honderd procent gelijkend gaat het mogelijk om dezelfde jonge vrouw. De identiteit is nooit vastgesteld, maar heeft wel reden gegeven tot speculatie. De geportretteerde vrouw heeft onmiskenbaar trekken van Vallottons echtgenote Gabrielle Rodrigues-Henriques, maar is duidelijk jonger, minder grof en ook mooier. Tegelijkertijd is er een gelijkenis met Vallottons model en maîtresse uit de jaren 1890, Hélène Châtenay. Vallotton verliet Châtenay om in 1901 met de rijke weduwe Rodrigues-Henriques te trouwen. Châtenay overleed in 1907 ten gevolge van een auto-ongeluk, kort voordat Vallotton beide portretten maakte.

## Historie

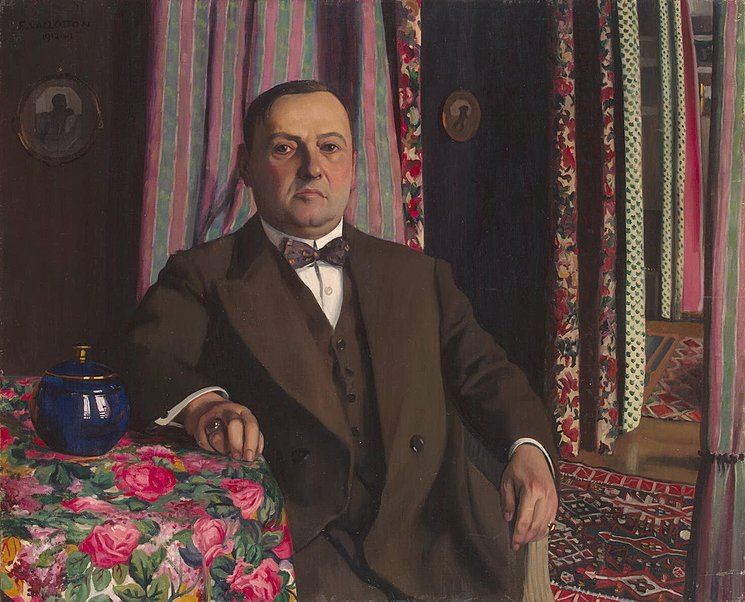
Vallotton: Portret van George Haasen, 1913.

Vallotton nam het hier besproken werk aanvankelijk in zijn register op onder de titel Buste van een vrouw met ontblote borst en een zwarte sjaal, met een zwarte hoed en een roze lint. Op 30 december 1909 schreef hij aan zijn broer Paul, die kunsthandelaar was: "Als je Haasen enkele schilderijen wilt sturen die zich bij jouw bevinden kun je bijvoorbeeld Vrouw met zwarte hoed nemen". Haasen was een van oorsprong Zwitserse chocoladefabrikant die zich in 1906 in Sint-Petersburg vestigde. Hij was een fervent kunstverzamelaar, zou meerdere werken van Vallotton verwerven en liet zich in 1913 zelfs door hem portretteren. In 1910 kocht hij Vrouw met zwarte hoed voor 800 franc rechtstreeks van de kunstenaar. Nadat de kunstverzameling van Haase kort na de Russische Revolutie was geconfisqueerd kwam het werk in 1930 terecht in de Hermitage. In 2013-2014 werd het doek in haar Amsterdamse nevenvestiging tentoongesteld tijdens de expositie "Gauguin, Bonnard, Denis. Een Russische liefde voor Franse kunst".